# Río Pur
El río Pur, también transcrito como Pour,  (en ruso: Река Пур) es un largo río ruso localizado en la Siberia asiática, que desemboca en el estuario del Taz, en el mar de Kara. Tiene una longitud de 389 km, aunque con una de sus fuentes, el río Piakupur, llega hasta 1.024 km. Drena una gran cuenca de 112.000 km² (una extensión similar a la de países como Bulgaria, Honduras o Cuba).
Administrativamente, el río Pur discurre por el distrito autónomo de Yamalo-Nénets de la Federación de Rusia.

## Geografía
El río Pur nace cerca de la localidad de Tarko-Sale (20.000 hab. en 2007), en la confluencia de dos ríos que tienen sus fuentes en los Urales siberianos: el río Pyakupur, que con una de sus fuentes, alcanza los 635 km: y el río Aivasedapur, de 178 km, que con otra de sus fuentes, el río Erkalnadejpur, de 423 km, llega a los 601 km. Discurre el río Pur en dirección norte, en un curso lleno de meandros y zonas pantanosas por las llanuras de Siberia occidental. La longitud del río Pur es de 389 km (aunque con el Pyakupur llega hasta 1.024 km), su cuenca es de 112.000 km² y su caudal medio es de 1000 m³/s, pero que puede llegar hasta los 10 000 m³/s en época de inundaciones. 
Sólo unos pocos kilómetros al oeste de la boca del río Taz, el río Pur desemboca en el  estuario del Taz, que está conectado a través del golfo de Obi con el mar de Kara. El río se congela en noviembre y permanece bajo el hielo hasta mayo.
En la cuenca del río Pur, una de las principales zonas mineras de la Federación de Rusia, hay varios yacimientos de gas y petróleo, como los campos de Urengói y Gubkin, en las proximidades de la ciudad de Novyj Urengoj (117.000 hab. en 2007).